# コーネリアス・ジョンソン (画家)

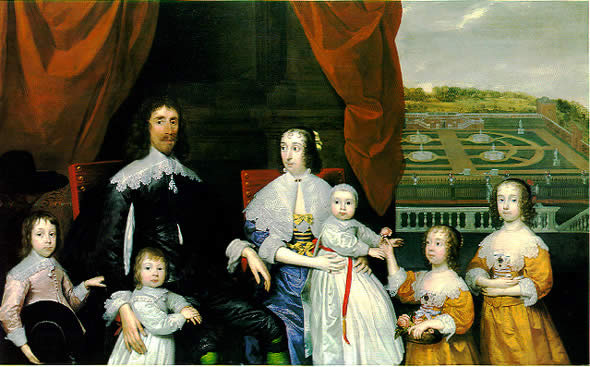
コーネリアス・ジョンソン作の集団肖像画、(1640)、ナショナル・ポートレート・ギャラリー

コーネリアス・ジョンソン、オランダ語の名前はコルネリス・ヤンセンス・ファン・クーレン（Cornelius Johnson、Cornelis Janssens van Ceulen、1593年10月14日（洗礼日）- 1661年8月5日）は、ネーデルランドからの移住者の両親を持つ画家である。ロンドンで生まれて、1643年のイングランド内戦が始まるまでイギリスで肖像画家として働いた。その後オランダに移り、オランダで没した。

## 略歴
宗教的迫害を逃れておそらくアントウェルペンからイギリスに移っていたオランダ人の両親の息子としてロンドンで生まれた。オランダ語の姓のうち「ファン・クーレン」は、ケルンに出自のある一族であることを示している。絵画はオランダのデルフトのミヒール・ファン・ミーレフェルト(1566-1641)の工房で学んだ可能性もあるが確かではない。
1618年頃までにはロンドンで肖像画家として知られるようになっていた。その後イギリスで人気になった肖像画家のアンソニー・ヴァン・ダイクのスタイルを取り入れることになった。1622年にコルチェスターのエリザベス・ビーク(Elizabeth Beke)という女性と結婚した。ヴァン・ダイクやピーター・レリーといった当時の高名な肖像画家に比べると低い報酬であったが、当時の新興貴族の肖像画、数百点を残した。衣装や宝飾品の詳細な描写にすぐれていたとされる。一貫して作品に署名と日付を記した当時としては数少ない芸術家の一人であった。
1643年にイングランド内戦が勃発すると、オランダに避難した。ミデルブルフにはじめ滞在し、その後、1646年から1652年まではアムステルダムに滞在し、その後デン・ハーグ、ユトレヒトに滞在した。オランダに亡命したイギリス貴族やイギリスに残留していたイギリス貴族の肖像画を描いた。
1661年にユトレヒトで亡くなった。

## 作品

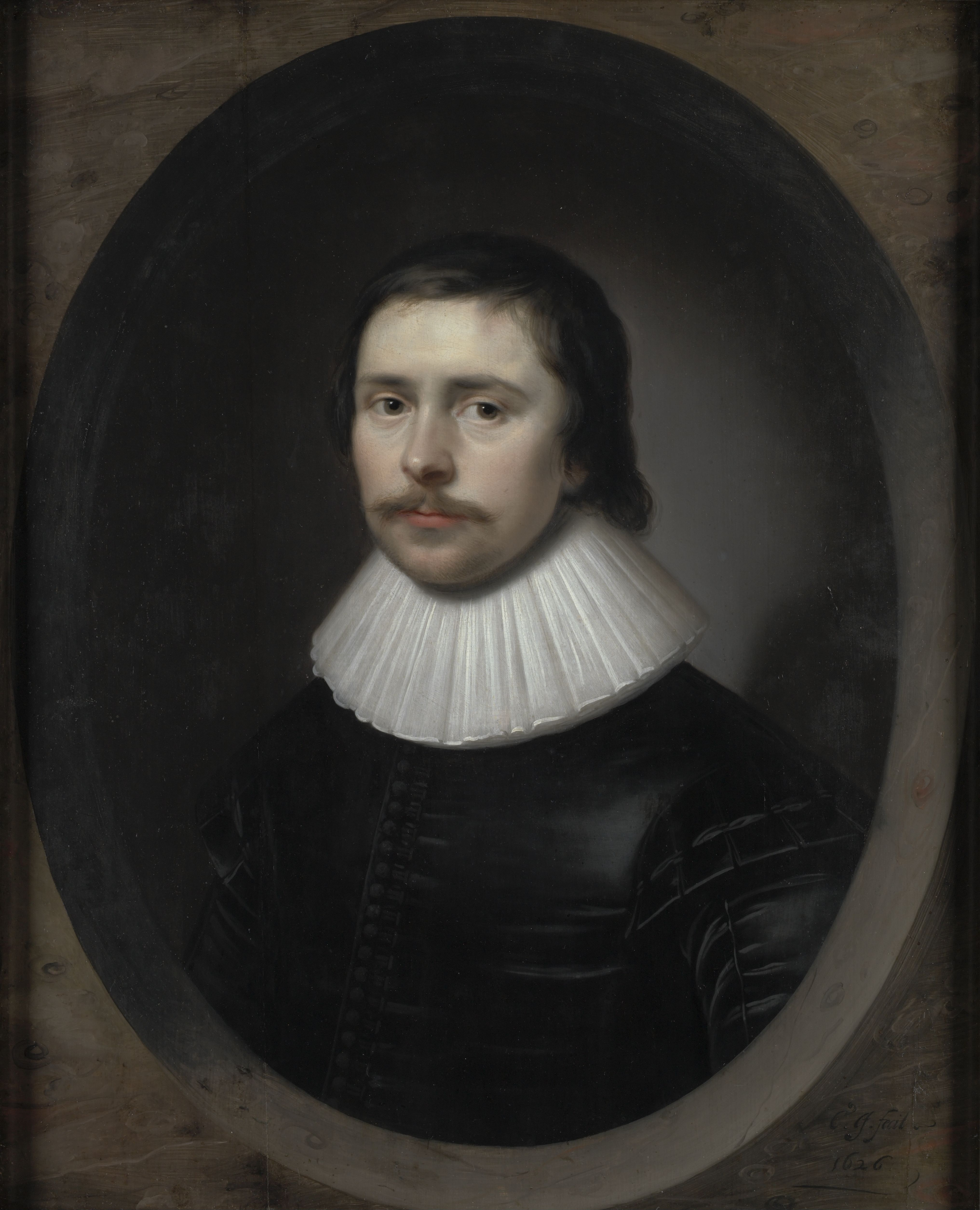
エドワード・ハイド (初代クラレンドン伯爵) (1626) Government Art Collection
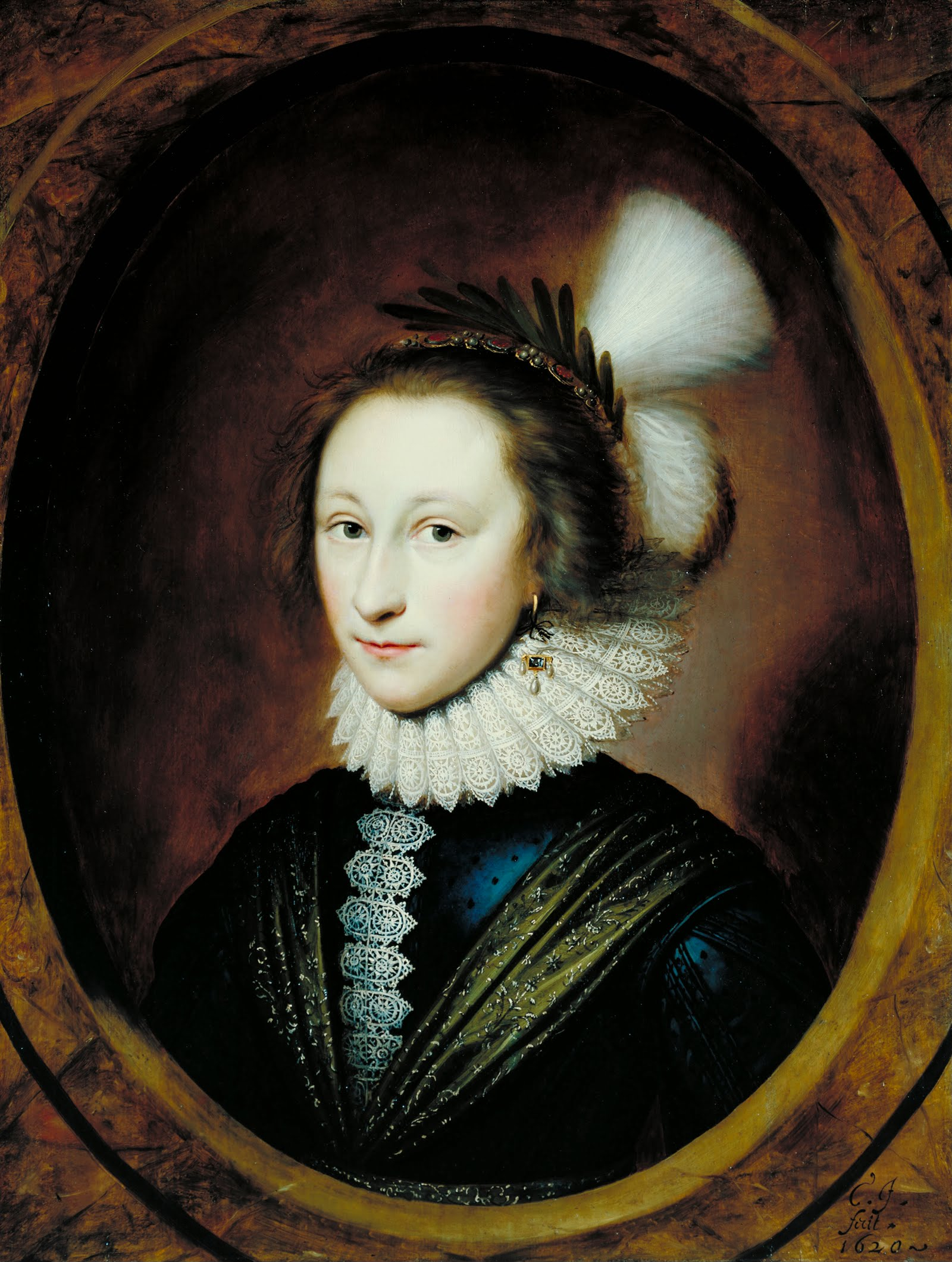
リスター卿夫人(マーチン・リスターの母親) (1620) テート・ブリテン
Elizabeth Campion (1631)
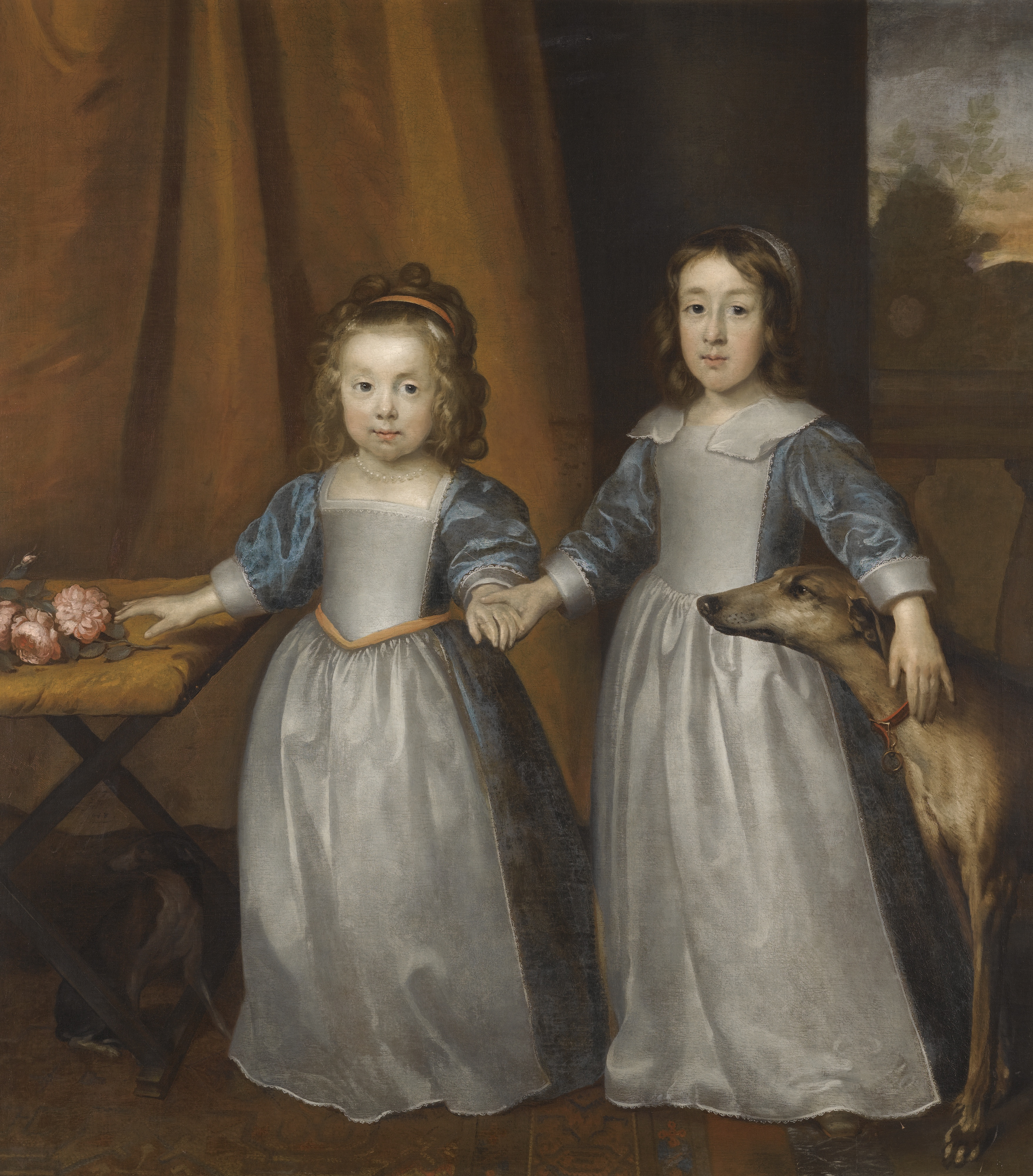
2匹の犬といる2人の少女(1648)